# Sieć Ruchu Europejskiego Niemcy
Sieć Ruchu Europejskiego Niemcy (niem. Europäische Bewegung Deutschland) – ponadpartyjne stowarzyszenie grup interesów z zakresu polityki europejskiej, działające w Niemczech. Współpracuje ze wszystkimi interesariuszami na arenie narodowej i europejskiej, w głównej mierze z niemieckim rządem, Ministerstwem Spraw Zagranicznych Republiki Federalnej Niemiec, Komisją Europejską i Parlamentem Europejskim. Zrzesza 226 organizacji członkowskich, reprezentujących niemal wszystkie grupy społeczne: organizacje gospodarcze i zawodowe, związki zawodowe, oświatę, instytuty naukowe, fundacje, partie polityczne i inne. Współpraca Sieci Ruchu Europejskiego Niemcy z politycznymi instytucjami ma na celu rozwój dialogu w obszarze polityki europejskiej, jej przyszłej formy i koordynacji w Niemczech. Sieć Ruchu Europejskiego Niemcy jest częścią Międzynarodowego Ruchu Europejskiego.

## Misja i cele
Ruch Europejski Niemcy jest organizacją instytucjonalnie wspieraną przez Ministerstwo Spraw Zagranicznych i Budżet Federalny i dlatego nie jest organizacją pozarządową. Z prawnego punktu widzenia i z uwagi na charakter stosunków instytucjonalnych z Ministerstwem Spraw Zagranicznych zbliżony jest do Instytutu Goethego i choć nie posiada umowy ramowej z MSZ, prowadzi ścisłą współpracę merytoryczną i organizacyjną z departamentem ds. europejskich. W ramach koncepcji „Europa-Kommunikation & Europäische Vorausschau” (komunikacja i perspektywa europejska) uzgadnianej wspólnie z Departamentem ds. europejskich, RE Niemcy oferuje organizacjom członkowskim spotkania informacyjne dotyczące aktualnych konsultacji Komisji Europejskiej oraz postanowień Rady Unii Europejskiej.
RE Niemcy prowadzi postępowania rekrutacyjne wśród niemieckich studentów do Kolegium Europejskiego w Brugii i Natolinie. Biuro Ruchu Europejskiego w Bonn organizuje z kolei tzw. Konkurs Europejski, w którym corocznie bierze udział ok. 70 tys. uczniów.
Ze względu na różnorodność ponad 200 organizacji członkowskich RE Niemcy nie zawsze jest w stanie zajmować jednolite stanowisko, dlatego nie ma możliwości podejmowania decyzji w sposób typowy dla organizacji pozarządowych.
Zakres tematyczny działalności RE Niemcy obejmuje ramy niemieckiej polityki europejskiej, europejską opinię publiczną oraz zagadnienia dotyczące przyszłości Unii Europejskiej.

## Współpraca z innymi organizacjami
Sieć Ruchu Europejskiego Niemcy nie zrzesza osób fizycznych. Jednym z kluczowych zadań stowarzyszenia jest wspieranie aktywnego i zaangażowanego społeczeństwa obywatelskiego. RE Niemcy unika jednocześnie podejmowania aktywności leżących w zakresie działania organizacji członkowskich.
Wspólnie z przedstawicielami landów RE Niemcy wspiera rząd, Parlament Europejski i Komisję Europejską w koordynacji działań z zakresu public relations dotyczących procesu tworzenia polityki europejskiej. Wraz z Ministerstwem Spraw Zagranicznych RE Niemcy prowadzi dialog, którego grupą docelową są reprezentanci Unii Europejskiej, Republiki Federalnej, landów, regionów i społeczeństwa obywatelskiego.
Liczne briefingi i analizy o tematyce europejskiej przyczyniły się do zacieśnienia współpracy RE Niemcy z organizacjami członkowskimi, przedstawicielstwem Komisji Europejskiej oraz poszczególnymi ministerstwami. W 2009 roku ta aktywność została wyróżniona nagrodą Euractiv za Narodową Debatę o Europie.

## Struktura
Organami stowarzyszenia są: Zgromadzenie Organizacji Członkowskich, Zarząd oraz Sekretarz Generalny.
Zgromadzenie Organizacji Członkowskich spotyka się raz do roku. Każda z organizacji dysponuje jednym głosem.
Zarząd kieruje stowarzyszeniem i reprezentuje obszary działalności organizacji: gospodarkę, związki zawodowe, oświatę, partie i inne. Od czerwca 2006 roku prezydentem jest Dieter Spöri. Wiceprezydentami są Michael Gahler (członek Parlamentu Europejskiego), Axel Schäfer (członek Bundestagu) i Michaele Schreyer (była członkini Komisji Europejskiej). Do zarządu należą według podziału tematycznego:
- kwestie związków zawodowych: Annelie Buntenbach, DGB; Kirsten Lühmann(inne języki) (czł. Bundestagu), Federacja Służby Cywilnej;
- gospodarka: Fabian Wehnert, Markenverband; Thomas Stammen, Federalny Związek tzw. Volksbanken i Raiffeisenbanken;
- oświata, fundacje: Karen Hauff, Hertie School of Governance(inne języki) gGmbH; Dr. Christine Pütz, Heinrich-Böll-Stiftung;
- integracja europejska: Ernst Johansson, Europa-Union Deutschland; Carola Lakotta-Just, Europäische Bewegung Sachsen-Anhalt;
- partie: Rainder Steenblock, BÜNDNIS 90/DIE GRÜNEN; Michael Stübgen(inne języki) MdB, CDU; Ursula Männle(inne języki) MdL, była minister, CSU; Oliver Luksic(inne języki) MdB, FDP; Frank Zimmermann, SPD;
- bez przydziału tematycznego: Michael Dollinger, Młodzi Europejscy Federaliści (JEF); Dieter-Lebrecht Koch MdEP, Ruch Europejski Thüringen; Walter Leitermann, Rada Gmin i Regionów Europy – Niemiecka Sekcja; Katharina Wolf, Stowarzyszenie Niemieckich Prawników.

Od 2003 roku Sekretarzem Generalnym RE Niemcy jest Bernd Hüttemann.
Poprzedni prezydenci to Hans-Dietrich Genscher, były minister ds. zagranicznych; Philipp Jenninger, były prezydent Bundestagu; Annemarie Renger †, była prezydent Bundestagu; Walter Scheel, były prezydent Bundestagu; Rita Süssmuth, była prezydent Bundestagu; Wolfgang Thierse, były prezydent Bundestagu; Monika Wulf-Mathies, była członkini Komisji Europejskiej.
W zarządzie Międzynarodowego Ruchu Europejskiego RE Niemcy reprezentują wiceprezydent Jo Leinen i Bernd Hüttemann jako członek zwyczajny. Pozostali niemieccy reprezentanci to Rainer Wieland z Europejskiej Konfederacji Związków Zawodowych i Katharina Erdmenger z Europejskiej Partii Ludowej.

## Historia
Ruch Europejski został założony 13 czerwca 1949 r. jako niemiecka Rada Ruchu Europejskiego w Wiesbaden. Założycielem był Prezydent Reichstagu do 1954 r., Paul Löbe.

### Początki
Pomimo istnienia idei zjednoczonej Europy od blisko stu lat, pierwszym konkretnym powojennym impulsem integracyjnym była słynna mowa Winstona Churchilla wygłoszona 19 września 1946 r. na Uniwersytecie w Zurychu. Churchill sformułował w niej nowy porządek Europy, mający opierać się na współpracy niezależnych państw. Zięć Churchilla, Duncan Sandys, przejął inicjatywę wprowadzenia tej idei w życie. Jako przewodniczący brytyjskiego Zjednoczonego Ruchu Europejskiego (eng. United Europe Movement) w maju 1948 roku zorganizował wraz z Józefem Retingerem (pierwszym Sekretarzem Generalnym Ruchu Europejskiego) Kongres Haski, który zapoczątkował powstanie Ruchu Europejskiego. Celem Kongresu było utworzenie narodowych Rad Ruchu Europejskiego, które miały należeć do Międzynarodowej Rady na poziomie europejskim. Eugen Kogon, pierwszy prezydent Europa Union Deutschland, znacząco wsparł utworzenie niemieckiej Rady RE, zapraszając w styczniu 1949 r. około 90 osobistości ze świata publicznego, by wraz z Sandysem skonstruować prowizoryczny Komitet Wykonawczy.
Ruch Europejski został założony 13 czerwca 1949 r. jako niemiecka Rada Ruchu Europejskiego w Wiesbaden.
Na spotkaniu inicjatywnym zostało wyłonionych 252 członków z różnych partii i dziedzin życia społecznego Zachodnich Niemiec. Pierwszym prezydentem został Paul Löbe, pełniący tę funkcję do 1954 r. Na stanowisku przewodniczącego Komitetu Wykonawczego zasiadł Kogon, a drugim przewodniczącym został Hermann Brill. Do pozostałych członków należeli m.in. Konrad Adenauer, Ludwig Erhard i Theodor Heuss. Po pierwszym posiedzeniu Bundestagu w niemieckim parlamencie powstała sekcja Ruchu Europejskiego, na której czele stanął Carlo Schmid. Schmid został wcześniej wybrany na wiceprezydenta parlamentarnej grupy Międzynarodowego RE. Drugim przewodniczącym sekcji, do której do 1950 r. wstąpiło jeszcze 244 innych posłów, został Heinrich von Brentano, a na jej sekretarza powołano Fritza Erlera. Już w okresie powstawania Ruch Europejski miał ponadpartyjny charakter. Praca niemieckiej Rady RE finansowana była ze środków publicznych – w pierwszych miesiącach ze składek landów, a od 1950 r. przez Urząd Kanclerza Federalnego.

### Rozwój i reformy
Wraz z rozwojem niemieckiej Rady RE wykształciła się jej konkretna rola. Komitet Wykonawczy pod przewodnictwem Eugena Kogona obradował regularnie. Przedstawiał niemieckiemu rządowi propozycje koordynacji polityki europejskiej, w szczególności w obszarach takich jak gospodarka, polityka społeczna, prawo i kultura. Wraz z utworzeniem Europejskiego Centrum Kultury w Genewie i Kolegium Europejskiego w Brugii, Rada RE przyjęła nową funkcję jednostki rekrutującej stypendystów Kolegium. W 1983 r. została także organizatorem Europejskiego Dnia w Szkole (od 1978 r. pod nazwą Konkursu Europejskiego), który miał przybliżyć uczniom ideę integracji europejskiej. Uczestnicząc w międzynarodowych kongresach, organizując demonstracje, prowadząc badania opinii publicznej i publikując informacje dla prasy i członków, Rada starała się zaangażować społeczeństwo niemieckie w politykę europejską.
Mimo postępującego procesu integracji europejskiej, a także istnienia od 1959 r. Europejskiej Wspólnoty Węgla i Stali oraz EWG i EURATOM na podstawie Traktatów Rzymskich od 1957 r., zdania na temat przyszłości Europy były podzielone zarówno wśród międzynarodowej, jak i niemieckiej Rady RE.
Z powodu mało przejrzystego sposobu przewodzenia, w 1954 r. stanowisko prezydenta piastowane przez Kogona przejął Ernst Friedländer, który zreformował strukturę niemieckiej Rady. Z powodu niespodziewanej choroby Friedländera, w 1958 r. na jego miejsce został mianowany Hans Furler.

### Lata 60. i 70. pod znakiem wyborów bezpośrednich do Parlamentu Europejskiego
W latach 60. niemiecka Rada RE wraz z Europa-Union Deutschland zintensyfikowały współpracę tworząc wspólny dział prasowy. Wybory do Parlamentu Europejskiego i wzrost jego kompetencji miały przybliżyć Europę obywatelom. W związku z bezpośrednimi wyborami do Parlamentu Europejskiego w 1979 r. szczególny nacisk kładziono na informowanie o jednoczeniu się partii na poziomie europejskim oraz na zachęcanie obywateli do udziału w wyborach.
Równolegle wzrosła liczba organizacji członkowskich i zaczęły powstawać regionalne siostrzane organizacje. Do dziś komitety RE istnieją w czternastu landach.

### Przezwyciężanie „Euro sklerozy” lat 80.
Chociaż niemiecka Rada Ruchu Europejskiego liczyła coraz więcej organizacji członkowskich, musiała coraz częściej konfrontować się z problemami natury finansowej. W efekcie jej serwis informacyjny zawiesił swoją działalność, jednak jego struktura posłużyła w trakcie kolejnych wyborów do Parlamentu Europejskiego.
Lata 80. minęły pod znakiem tzw. „euro sklerozy” powstałej w wyniku kontrowersji, jakie wzbudzały subwencje do wspólnej polityki rolnej. Te wydarzenia wpłynęły negatywnie również na aktywność niemieckiej Rady RE. Kryzys ustał wraz z przyjęciem Jednolitego Aktu Europejskiego, traktatu z Maastricht i traktatu amsterdamskiego. W celu promowania publicznej dyskusji o polityce europejskiej, rząd federalny i niemiecka Rada RE zaczęły ściślej współpracować.

### Postęp od lat 90.
W latach 90. nazwy narodowych sekcji Międzynarodowego Ruchu Europejskiego zostały ujednolicone. W tym czasie niemiecka Rada RE przyjęła nazwę Ruch Europejsko Niemcy (niem. Europäische Bewegung Deutschland (EBD)).
Zakres aktywności edukacyjnej i medialnej stale się poszerzał – w 1991 r. została ustanowiona nagroda „Kobiety Europy – Niemcy” (niem. „Frauen Europas – Deutschland”), zaczęto także organizować fora dyskusyjne dotyczące Unii Gospodarczej i Walutowej, Traktatu Konstytucyjnego, czy rozszerzenia Unii Europejskiej na Wschód. Ponadto RE Niemcy we współpracy z Europa-Union Deutschland utworzył grupę studyjną mającą wpływ na przebieg prac Konwentu Europejskiego. Przewodniczącemu Konwentu – Valéry Giscard d’Estaing – został przedłożony dokument odnoszący się do poprawy legitymizacji Unii Europejskiej.
Od 2004 r. praca RE Niemcy w obszarze polityki europejskiej rozwijała się bazując na konkretnych projektach, na przykład „Europa-Kommunikation und Europäischen Vorausschau” (komunikacja i perspektywa europejska).
Najszerzej znaną formą działalności RE Niemcy są tzw. Eu-De-Briefings i EU-Briefings odbywające się na przemian w siedzibach organizacji członkowskich i ambasadach.
Biuro w Berlinie zostało otwarte pod koniec lat 90. i stało się główną siedzibą Ruchu Europejskiego. Od 2006 r. znajduje się ono przy Sophienstraße w dzielnicy Mitte. W tym samym roku ustanowiono, że każda z organizacji członkowskich dysponuje jednym głosem i jest zobowiązana do uiszczania corocznej składki. Z czasem RE zaczął zrzeszać coraz bardziej różnorodne organizacje.
W 2009 r. RE Niemcy obchodził Jubileusz 60-lecia swego istnienia, a rok później osiągnął rekordową liczbę organizacji członkowskich, czyli 202. Oznacza to, że w ciągu 7 lat do jego struktur dołączyło 70 nowych organizacji. Aby proces przystępowania do RE przebiegał sprawnie, decyzje o przyjęciu organizacji członkowskich podejmuje zarząd.
W 2010 r. zgromadzenie organizacji członkowskich postanowiło skupić się w kolejnych latach na wspieraniu realizacji koncepcji „good governance” w kontekście europejskim i narodowym.
Uwzględniając traktat lizboński, program na lata 2010/2011 podkreślał wymóg zajęcia nowego stanowiska w stosunku do grup interesu oraz społeczeństwa obywatelskiego.
Relatywnie nowym instrumentem działania RE Niemcy jest przeprowadzanie co pół roku ankiety wśród organizacji członkowskich. Ankieta ma na celu ustalenie głównych tematów, jakimi mają zająć się zrzeszone organizacje.
Ze względu na zwiększające się kompetencje Parlamentu Europejskiego w procesie legislacyjnym, od 2011 r. RE organizuje tzw. EP-Berichterstatter im Dialog, podczas których zaprasza do dialogu parlamentarzystów europejskich.

## Prezydenci
- Paul Löbe, Bundestagspräsident, Präsident 1949–1951
- Eugen Kogon(inne języki), 1951–1953
- Ernst Friedlaender(inne języki), 1954–1958
- Hans Furler, 1958–1966
- Ernst Majonica, 1966–1976
- Horst Seefeld, MdEP a. D., 1976–1980
- Walter Scheel, Bundespräsident a. D., 1980–1985
- Philipp Jenninger, Bundestagspräsident a. D.,1985–1990
- Annemarie Renger, Bundestagspräsidentin a. D., 1990–1992 †
- Hans-Dietrich Genscher, Bundesaußenminister a. D., 1992–1994
- Rita Süssmuth, Bundestagspräsidentin a. D., 1994–1998
- Wolfgang Thierse, Bundestagspräsident a. D., 1998–2000
- Monika Wulf-Mathies, Mitglied der Europäischen Kommission a. D., 2000–2006
- Dieter Spöri(inne języki), Minister a. D., seit 2006

## Organizacje członkowskie
Ruch Europejski Niemcy zrzesza aktualnie 256 organizacji.